# Hrabstwo Clearwater (Minnesota)

Piramida wieku hrabstwa

Hrabstwo Clearwater ze stolicą w Bagley znajduje się w północno-zachodniej części stanu Minnesota, USA. Według danych z roku 2005 zamieszkuje je 8476 mieszkańców, z czego 89.26% stanowią biali. Nazwa hrabstwa pochodzi od rzeki Clearwater.

## Warunki naturalne
Hrabstwo zajmuje obszar 2667 km² (1030 mi²), z czego 2576 km² (995 mi²) to lądy, a 91 km² (35 mi²) wody. Graniczy z 6 innymi hrabstwami:
- Hrabstwo Beltrami (północny wschód)
- Hrabstwo Hubbard (południowy wschód)
- Hrabstwo Becker (południe)
- Hrabstwo Mahnomen (południowy zachód)
- Hrabstwo Polk (północny zachód)
- Hrabstwo Pennington (północny zachód)

### Główne szlaki drogowe
| - U.S. Highway 2 - Minnesota State Highway 1 - Minnesota State Highway 92 | - Minnesota State Highway 113 - Minnesota State Highway 200 - Minnesota State Highway 223 |

## Demografia
Według spisu z 2000 roku hrabstwo zamieszkuje 8423 osób, które tworzą 3330 gospodarstw domowych oraz 2287 rodzin. Gęstość zaludnienia wynosi 3osób/km². Na terenie hrabstwa jest 4114 budynków mieszkalnych o częstości występowania wynoszącej 2budynki/km². Hrabstwo zamieszkuje 89,26% ludności białej, 0,19% ludności czarnej, 8,58% rdzennych mieszkańców Ameryki, 0,25% Azjatów, 0,01% mieszkańców Pacyfiku, 0,24% ludności innej rasy oraz 1,47% ludności wywodzącej się z dwóch lub więcej ras, 0,77% ludności to Hiszpanie, Latynosi lub inni. Pochodzenia norweskiego jest 43,6% mieszkańców, 15,6% niemieckiego, a 6,5% szwedzkiego.
W hrabstwie znajduje się 3330 gospodarstw domowych, w których 30,6% stanowią dzieci poniżej 18. roku życia mieszkający z rodzicami, 56,8% małżeństwa mieszkające wspólnie, 7,5% stanowią samotne matki oraz 31,3% to osoby nie posiadające rodziny. 27,9% wszystkich gospodarstw domowych składa się z jednej osoby oraz 14,5% żyję samotnie i jest powyżej 65. roku życia. Średnia wielkość gospodarstwa domowego wynosi 2,48 osoby, a rodziny 3,02 osoby.
Przedział wiekowy populacji hrabstwa kształtuje się następująco: 26% osób poniżej 18. roku życia, 7,6% pomiędzy 18. a 24. rokiem życia, 24,6% pomiędzy 25. a 44. rokiem życia, 24,3% pomiędzy 45. a 64. rokiem życia oraz 17,5% osób powyżej 65. roku życia. Średni wiek populacji wynosi 40 lat. Na każde 100 kobiet przypada 101,1 mężczyzn. Na każde 100 kobiet powyżej 18. roku życia przypada 100,3 mężczyzn.
Średni dochód dla gospodarstwa domowego wynosi 30 517 dolarów, a średni dochód dla rodziny wynosi 39 698 dolarów. Mężczyźni osiągają średni dochód w wysokości 29 338 dolarów, a kobiety 20 417 dolarów. Średni dochód na osobę w hrabstwie wynosi 15 694 dolarów. Około 11% rodzin oraz 15,1% ludności żyje poniżej minimum socjalnego, z tego 18,9% poniżej 18 roku życia oraz 18,2% powyżej 65. roku życia.

## Miasta
- Bagley
- Clearbrook
- Gonvick
- Leonard
- Shevlin

## CDP
- Ebro
- Rice Lake
- Roy Lake
- South End